# Buona come il pane
Buona come il pane é um filme italiano de 1981 dirigido por Riccardo Sesani.

## Sinopse
Lisette é uma prostituta especializada em satisfazer um grupo privilegiado de maníacos sexuais. Um dia encontra o jovem astrónomo Filippo Maria.

## Elenco
- Carmen Russo:
- Saverio Marconi:
- Ada Pometti:
- Umberto Raho:
- Julian Jenkins:
- Geoffrey Copleston:
- Renato Cecchetto:
- Antonio Spinnato:
- Libero Sansovini:
- Calogero Buttà:
- Gianfranco Barra:
- Maria Tedeschi: